# 通貨記号
通貨記号（つうかきごう）とは、通貨の名前を短く表記するために用いられる図形記号。国際的にはISO 4217コードが用いられ、各国内では通貨記号が用いられるが、固有の記号が存在しない通貨も多数ある。

## 概要
ユーロの導入により、ヨーロッパの多くの通貨記号は使われなくなった。欧州連合は、新しい独自の通貨記号として「€」を定義して文字コードと字形をUnicodeに登録し、ユーロ記号の世界的な認知がユーロの成功に寄与したとしている。
インドは、2009年に近隣諸国でも使われている"R"と"s"の合字の通貨記号「₨」を変えるために公開コンペを実施し、2010年7月15日にラテン文字の"R"とデーヴァナーガリーの"र"を組み合わせた「₹」をルピーの通貨記号として新たに定めた。

## 使用法
貨幣の金額表記の記号位置は通貨によって異なる。英語圏とラテンアメリカは £50.00, R$50,00 と額面の前に、フランス、ドイツ、スカンジナビア諸国などのヨーロッパ各国は 50.00 S₣ と額面の後に記し、カーボベルデ・エスクードや、廃止前のポルトガル・エスクードは 50$00  、フランス・フランは 12₣34 、と小数点の位置に記す。
小数点の区切り文字は地域、言語などによってそれぞれ異なり、イギリスの価格表記は £5·52 と小数点を中黒で記し、5,00 € とピリオドをコンマで記す国も多い。表記の国際標準は小数点の項で詳述されている。

## デザイン
古くから使われている通貨記号も、それ以前の通貨から少しずつ変化して来たものである。ドルとペソの記号 ($)は、「スペイン・ドル」とも呼ばれる8レアル銀貨(real de a ocho)で使われていた物であり、ポンドとリラの記号 (£)は、古代ローマの通貨リーブラ (libra) の頭文字 L に由来する。
通貨を新しく導入した場合や、既存の通貨の記号を変更した場合も、それ以前に使われていた通貨記号に近い象徴性を持つ。通貨記号によく見られる中央の直線は、安定性の象徴である。インド・ルピーの新しい記号 ₹ は、ラテン文字とデーヴァナーガリー文字を組み合わせたものである。
新規通貨記号の導入時は表示ソフトウェアの普及や入力機器の交換などを要するが、ユーロ記号はフォントへの対応が仕様に規定されておらず配慮不足が非難され、様々なユーロ記号が用いられている。

## 現行の通貨の通貨記号
| 記号   | 使用している通貨 | 備考 |
| ------ | --- | --- |
| ¤      | 国際通貨記号 | 正しい記号が使用できない時に使う |
| ؋      | アフガニスタン・アフガニ | |
| Ar     | マダガスカル・アリアリ | |
| ฿      | タイ・バーツ | |
| B/.    | パナマ・バルボア | |
| Br     | エチオピア・ブル | |
| Br     | ベラルーシ・ルーブル | |
| Bs.    | ボリビア・ボリビアーノ | ベネズエラ・ボリバル（ベネズエラの旧通貨）やボリバル・フエルテ（ベネズエラの現通貨）でも使用される |
| Bs.F.  | ベネズエラ・ボリバル・フエルテ | Bs.も使用される。 |
| GH₵    | ガーナ・セディ | |
| ¢      | セント、センターボなど | アメリカ合衆国ドル、メキシコ・ペソなどの1/100の補助単位 |
| c      | セント、センターボ (¢) の別表記 | オーストラリア・ドル、ニュージーランド・ドル、南アフリカ・ランド、ユーロ（以上は「セント」）CFAフラン（サンチーム）で使用される。 |
| Ch.    | ブータン・チェルタム | ニュルタムの1/100の補助単位 |
| ₡      | コスタリカ・コロン | エルサルバドルのサルバドール・コロンでも使われていたが、2001年にアメリカ合衆国ドルが導入され廃止された。 |
| D      | ガンビア・ダラシ | |
| ден    | マケドニア・デナール | ラテン文字転記: DEN |
| دج     | アルジェリア・ディナール | ラテン文字転記: DA |
| .د.ب   | バーレーン・ディナール | ラテン文字転記: B.D. |
| د.ع    | イラク・ディナール | ラテン文字転記: I.D. |
| JD     | ヨルダン・ディナール | |
| د.ك    | クウェート・ディナール | ラテン文字転記: K.D. |
| ل.د    | リビア・ディナール | ラテン文字転記: LD |
| дин    | セルビア・ディナール | ラテン文字転記: din |
| د.ت    | チュニジア・ディナール | ラテン文字転記: DT |
| د.م.   | モロッコ・ディルハム | ラテン文字転記: DH または Dhs |
| د.إ    | UAEディルハム | ラテン文字転記: DH または Dhs |
| Db     | サントメ・プリンシペ・ドブラ | |
| $      | ドル（オーストラリア・ドル(A$)、バハマ・ドル (B$)、 バルバドス・ドル (Bds$)、 ベリーズ・ドル (BZ$)、 バミューダ・ドル (BD$)、 ブルネイ・ドル (B$)、 カナダドル (Can$)、 ケイマン諸島・ドル (CI$)、 東カリブ・ドル (EC$)、 フィジー・ドル (FJ$)、 ガイアナ・ドル (G$)、 香港ドル(HK$/元/圓)、 ジャマイカ・ドル (J$)、 キリバス・ドル、 リベリア・ドル、 ナミビア・ドル (N$)、 ニュージーランド・ドル(NZ$)、シンガポールドル (S$)、 ソロモン諸島ドル (SI$)、 スリナム・ドル (SRD)、 ニュー台湾ドル (NT$/元/圓)、 トリニダード・トバゴ・ドル (TT$)、 ツバル・ドル、 アメリカ合衆国ドル(US$)、ジンバブエ・ドル (Z$)） ペソ（アルゼンチン・ペソ、 チリ・ペソ (CLP$)、 コロンビア・ペソ (COL$)、 キューバ・ペソ ($MN)、 キューバ・兌換ペソ (CUC$)、 ドミニカ・ペソ (RD$)、 メキシコ・ペソ (Mex$)、ウルグアイ・ペソ ($U)） ニカラグア・コルドバ (C$) ブラジル・レアル (R$) トンガ・パアンガ | 記号の縦棒は1本または2本。 |
| ₫      | ベトナム・ドン | |
| ֏      | アルメニア・ドラム | |
| Esc    | カーボベルデ・エスクード | 縦線が2本のドル記号（シフラン、）も使用される。 |
| €      | ユーロ | 欧州連合の経済通貨同盟 (EMU) 参加国、及び一部のEUに加盟していない欧州の小国（モンテネグロ、コソボ）で使われる |
| ƒ      | アルバ・フロリン(Afl.) アンティル・ギルダー(NAƒ) | かつてはオランダ・ギルダーを表示する記号として用いられた。 |
| Ft     | ハンガリー・フォリント | |
| FBu    | ブルンジ・フラン | |
| FCFA   | 中央アフリカCFAフラン | Also CFA Pegged 1:1 with West African CFA franc |
| Fr     | フラン（コモロ・フラン (CF)、コンゴ・フラン (CF, FC)、ジブチ・フラン (Fdj/DF)、ギニア・フラン (FG/GFr)、スイス・フラン (SFr)） | F も使用される。フランス・フランの記号として1988年に ₣ が提案されたが、正式な採用はされなかった。 |
| FRw    | ルワンダ・フラン | RF と RFr も有効。 |
| CFA    | 西アフリカCFAフラン | |
| G      | ハイチ・グールド | |
| gr     | ポーランド・グロシュ | ズウォティの1/100の補助単位 |
| ₲      | パラグアイ・グアラニー | とも |
| h      | チェコ・ハレル | コルナの1/100の補助単位 |
| ₴      | ウクライナ・フリヴニャ | |
| ₭      | ラオス・キープ | ₭N とも |
| Kč     | チェコ・コルナ | |
| kr     | クローネ（デンマーク・クローネ(Dkr)、ノルウェー・クローネ） スウェーデン・クローナ フェロー・クローネ アイスランド・クローナ (Íkr) | |
| MK     | マラウイ・クワチャ | |
| ZK     | ザンビア・クワチャ | |
| Kz     | アンゴラ・クワンザ | |
| K      | ミャンマー・チャット パプアニューギニア・キナ | |
| Las    | ジョージア・ラリ | Unicode: U+20BE ₾ georgian lari sign Unicode 8.0 に追加。 |
| L      | アルバニア・レク ホンジュラス・レンピラ | レソト・ロチ（単数形）、スワジランド・リランゲニ（単数形）の記号としても使われる。これらの通貨は、単数形と複数形で記号が異なる（複数形は、ロチはM、リランゲニはE）。 ポンド記号 £ もまれに使用される。 |
| Le     | シエラレオネ・レオン | |
| E      | スワジランド・リランゲニ | リランゲニ(lilangeni)の複数形エマランゲニ(emalangeni)の頭文字。1リランゲニのみ通貨記号は"L"になる。 |
| ₺      | トルコ・リラ | |
| M      | レソト・ロチ | ロチ(loti)の複数形マロチ(maloti)の頭文字。1ロチのみ通貨記号は"L"になる。 |
| M2     | アゼルバイジャン・マナト | m. , man. とも。U+20BC(₼)。Unicode 7.0 にて追加された。 |
| KM     | ボスニア・ヘルツェゴビナ・兌換マルク | キリル文字で КМ とも |
| MT     | モザンビーク・メティカル | MTn とも |
| ₥      | ミル、ミリ など | 通貨単位の1/1000である補助単位。マルタ（1/1000マルタ・リラ）、アメリカ合衆国（1/10セント）。 |
| Nfk    | エリトリア・ナクファ | Nfa とも |
| ₦      | ナイジェリア・ナイラ | |
| Nu.    | ブータン・ニュルタム | |
| UM     | モーリタニア・ウギア | |
| MOP$   | マカオ・パタカ | 圓 や 元 も使用される。 |
| ₱      | フィリピン・ペソ | ₱, PHP, P とも |
| Pt.    | エジプト・ピアストル | エジプト・ポンドの1/100の補助単位 |
| £      | ポンド（イギリス・ポンド、フォークランド諸島ポンド(FK£)、ジブラルタル・ポンド、マンクス・ポンド(M£)、セントヘレナ・ポンド） | ポンド記号から派生したリラ記号が存在するが、リラ（トルコ、かつてのイタリアなど）を表示する記号としても用いられる。 |
| ج.م.   | エジプト・ポンド | ラテン文字転記: L.E. まれに £E や E£ とも書かれる。 |
| LL     | レバノン・ポンド | |
| LS     | シリア・ポンド | |
| P      | ボツワナ・プラ | |
| Q      | グアテマラ・ケツァル | |
| q      | アルバニア・チンダルク | レクの1/100の補助単位 |
| R      | 南アフリカ・ランド | ルーブルの記号としても使われる。 |
| R$     | ブラジル・レアル | ドル記号は縦線が2本（シフラン、）で書かれることも多い。 |
| ﷼      | イラン・リヤル | Unicode: U+FDFC ﷼ rial sign |
| ر.ع.   | オマーン・リアル | |
| ر.ق    | カタール・リヤル | ラテン文字転記: QR |
| ر.س    | サウジアラビア・リヤル | ラテン文字転記: SR. ریال とも |
| ៛      | カンボジア・リエル | |
| RM     | マレーシア・リンギット | |
| p      | ペニー（ペンス）（イギリスなど） | 現在はポンドの1/100。十進法化前のペニーについては#かつて使われていた通貨記号を参照。 |
|        | 沿ドニエストル・ルーブル | |
| ₽      | ロシア・ルーブル | U+20BD - 2013年12月11日に制定され、Unicode 7.0 にて追加された。рꙋ́б . , руб . とも |
| Rf.    | モルディブ・ルフィヤ | MRf. , MVR , .ރ とも |
| ₹      | インド・ルピー | 2010年までは ₨ や Reを使用していた。他に言語別の記号がある（#言語別のルピー記号を参照）。 |
| ₨      | ルピー（モーリシャス・ルピー、ネパール・ルピー (N₨/रू.)、パキスタン・ルピー、スリランカ・ルピー (SLRs/රු) | インド・ルピーでも使用されていたが、2010年に ₹ に変更した。 |
| SRe    | セーシェル・ルピー | SR とも |
| Rp     | インドネシア・ルピア | |
| ₪      | イスラエル・新シェケル | |
| Ksh    | ケニア・シリング | KSh とも |
| Sh.So. | ソマリア・シリング | |
| USh    | ウガンダ・シリング | |
| S/.    | ペルー・ソル | |
| лв     | ブルガリア・レフ | лѵ҃ъ とも、ラテン文字転記: lv |
| сом    | キルギス・ソム | сѡмъとも、ラテン文字転記: som |
| ৳      | バングラデシュ・タカ | Tk , ৲ とも |
| WS$    | サモア・タラ | 記号は、かつての名称「西サモアドル」(West Samoan tala)による。 T , ST. も使用される。 |
| ₸      | カザフスタン・テンゲ | |
| ₮      | モンゴル・トゥグルグ | |
| VT     | バヌアツ・バツ | |
| ₩      | 大韓民国ウォン 朝鮮民主主義人民共和国ウォン | |
| ¥      | 日本・円 中華人民共和国・人民元（元） | 横線は1本または2本。 「元（圆）」は「円（圓）」の略表記であり、圓や圆は東アジア各地の通貨単位（マカオ・パタカ、香港ドル、ニュー台湾ドルなど）の呼称としても使われているが、日本円と人民元以外では円記号(¥)は使わない。この記号は、本来国際通貨を表わすものですので日本以外には使えません。中国はRMBです。したがって、本来中国が圓（Yuan)表示はYに1本かRMBです。 |
| zł     | ポーランド・ズウォティ | |

### 言語別のルピー記号
| 言語               | 記号                                             |
| ------------------ | ------------------------------------------------ |
| シンハラ語         | U+0DD4 රු sinhala rupee sign (HTML: &#3540;)      |
| グジャラート語     | U+0AF1 ૱ gujarati rupee sign (HTML: &#2801;)     |
| カンナダ語         | U+0CB0 ರ kannada rupee sign (HTML: &#3248;)      |
| タミル語           | U+0BF9 ௹ tamil rupee sign (HTML: &#3065;)        |
| ブラーフミー系文字 | U+A838 ꠸ north indic rupee mark (HTML: &#43064;) |

## かつて使われていた通貨の通貨記号
- ₳ - アルゼンチン・アウストラル
- ₢, Cr$ - ブラジル・クルゼイロ
- ₰ - 金マルク（1875年 - 1923年）・ライヒスマルク （1923年 - 1948年）に対するペニヒ（1/100マルク）
- DM - 東ドイツ・マルク（1948年 - 1964年）
- DM - ドイツマルク（1948年 - 2001年）。西ドイツと統一ドイツで使用。
- ₯ - ギリシア・ドラクマ
- ₠ - 欧州通貨単位(ECU)。広く使われておらず、現在では歴史的遺物である。ユーロに置き換えられた。
- ƒ - オランダ・ギルダー。オランダ領アンティル、アルバでも使用。
- ₣ - フランス・フラン。フランスほかで使用。フランスで1988年に ₣ が提案されたが、正式な採用はされなかった。
- Kčs - チェコスロバキア・コルナ（1919年 - 1993年）
- Kn - クロアチア・クーナ（1994年 - 2022年）
- ₤ - かつてイタリア、サンマリノ、バチカンで使用（ただし、正式な記号ではなかった）。現在マルタで使われることもある。
- Lm - マルタ・リラ
- Ls - ラトビア・ラッツ（1922年 - 2013年）
- Lt - リトアニア・リタス（1922年 - 2014年）
- M - 東ドイツ・マルク（1968年 – 1990年）
- M\ - 満州国圓（1932年 - 1945年）
- ℳ  - ドイツ・金マルク（1875年 – 1923年）
- MDN - 東ドイツ・ドイツマルク（1964年 - 1968年）
- mk - フィンランド・マルッカ（1860年 - 2002年）
- PF - フィリピン・ペソ・フエルテ（英語版）（1852年 - 1901年）
- ₧ - スペイン・ペセタ（1869年 - 2002年）。スペインとアンドラで使用。ほとんどの人は代わりに "pts" の表記を好む。
- R , RD - スウェーデン・リグスダレル（英語版）（1777年 - 1873年）
- ℛℳ - ドイツ・ライヒスマルク（1923年 - 1948年）
- （シフラン） - ポルトガル・エスクード
- Sk - スロバキア・コルナ （1993年 - 2008年）
- ₷() - エスペラント運動の国際通貨スペスミーロ（1907年 - 第一次世界大戦）
- ₶ - トゥール・ポンド（英語版）。中世のフランスで使用。
- 𐆖 - デナリウス。古代ローマで使用（紀元前211年 - 3世紀）
- / - イギリスと多くのイギリス連邦諸国では、通貨単位が十進法化される以前はポンドの補助単位としてシリングとペニー（ペンス）を使用していたが（1ポンド＝20シリング、1シリング＝12ペンス）、その表記法には様々なものがあった。「2ポンド10シリング3ペンス」は、「£2 10s. 3d.」、「£2 10'3"」のほか、「£2 10/3」のようにも書いた。